# جورج الكسندر أوسبورن
جورج الكسندر أوسبورن (بالإنجليزية: George Alexander Osborne)‏ هو ملحن وعازف بيانو أيرلندي، ولد في 24 سبتمبر 1806 في ليمريك في جمهورية أيرلندا، وتوفي في 17 نوفمبر 1893 في لندن في المملكة المتحدة.

## وصلات خارجية
- جورج الكسندر أوسبورن على موقع ميوزك برينز (الإنجليزية)